# Динслакен
Динслакен (на немски: Dinslaken) е град в Северен Рейн-Вестфалия в Германия, с 67 452 жители (към 31 декември 2015).